# Еуропео
„Л'Еуропео“ (на италиански: L'Europeo) e италианско списание, спирано и възстановено, излизащо и на български език.
Излиза в Италия от 1945 до 1995 г. Издава се отново от 2001 г.: най-напред като 3-месечно (2001 – 2002), след това веднъж на всеки 2 месеца (2003 – 2007) и накрая става месечно от 2008 г.

## Издание в България
Първият брой в България излиза на 15 април 2008 г. Понастоящем излиза 6 пъти годишно, като всеки брой е посветен на дадена тема.
Форматът на списанието е да бъде провокативно четиво с предимно чуждестранни културни теми, и поне по интервю с личност от българската култура. Въпреки чуждестранната тематика обаче авторите са предимно български.. Българският издател е „Кю Ем Медия“ ЕООД. Пръв главен редактор е Калина Андролова, по-късно заменена от Любен Дилов-син. От брой 39 главен редактор е Димитър Стоянович.

### Броеве
Първи броеве
- L'EUROPEO №1 – „Големите бизнес истории на Европа“, април 2008
  - В първия си брой L'EUROPEO разказва за пътя към богатството и кани на среща със знаменити личности на бизнеса в Европа. Историите на големите в бизнеса: Джани Анели, Шанел, Фреди Хайнекен, Олег Дерипаска, Аристотел Онасис, Семейство Квант, Вехби Коч, Луи Вюитон, Кампрад, Ротшилд, Марсел Дасо, Мохамед Ал Файед, Микеле Фереро. Двама италианци, трима французи, един холандец, един грък, който всъщност е роден в Турция, един турчин, който всъщност е най-големият европейски бизнесмен на съвременна Турция, един немец и един руснак, един швед, един евреин и един египтянин, който спасява английския паунд, но никога не получава британско поданство – това са героите, на които L'Europeo посвещава своите първи 160 страници.
- L'EUROPEO №2 – „1968 Най-дългата година“, юни 2008
  - Вторият български брой на двумесечното списание L`Europeo е посветен на революционната 1968 – година на надежди, илюзии, рокендрол и свобода. Четири десетилетия след Пражката революция студентските вълнения в Париж, войната във Виетнам, премиерата на мюзикъла „Коса“ на Бродуей и „Белият албум“ на „Бийтълс“ е време за равносметка.
- L'EUROPEO №3 – „От любов“, август 2008
  - Броят е посветен на загадъчните любовни аввантюри на 20 век. На страниците на изданието намират място и любовните истории на легенди, като Марлон Брандо, Фреди Меркюри, Фрида Кало, Уди Алън, Мадона и Шон Пен. Всички проявления на любовта и нейните различни лица – страст, фанатичност, агресия, вярност, ревност, изневяра и секс, намират място в третия брой на списанието. За да опише любовта, L’Europeo се допитва и до Ървин Уелш. В специално интервю шотландският писател разбулва интимните си тайни. Писмо по темата до българските читатели на елитарното издание изпраща и бразилския романист Паулу Коелю.
- L'EUROPEO №4 – „ПетROL“, октомври 2008
  - Какви геополитически интереси стоят зад оцветените в кръв истории за бизнеса с петрол и кои са големите фамилии, коронясани от него. Историята на Джон Рокфелер – първият милиардер, натрупал богатството си от рафиниран петрол. И още: Саддам Хюсеин, обучен на младини от ЦРУ; Осама бин Ладен, чиито богат баща участва в реставрирането на светите места Мека и Медина; казахстанският лидер Нурсултан Назарбаев; руските милиардери Вагит Алекперов и Роман Абрамович; аферистът Хамър, който освен нефт, продава и фалшиви яйца Фаберже; роденият в Турция Калуст Гулбенкян, определил себе си като „архитект на петролния бизнес“; господарят на мъртвата земя Ибн Сауд; латиноамериканските президенти Уго Чавес и Ево Моралес; американските магнати Хънт и Гети.
- L'EUROPEO №5 – „RE: всичко се връща“, декември 2008
  - Броят, в който „всичко се връща“. Валери Найденов за това как публицистиката срина световната икономика. Тома Томов за реванша на Робърт Кенеди 40 години по-късно, когато тъмнокож влезе в Белия дом. Петър Волгин за алкохола, наркотиците и талантите. Голда Меир, първата жена премиер на Израел, пред Ориана Фалачи. Интервю на Иво Христов с Н.В. Симеон ІІ. Разговор на Георги Тошев със сестрата на Анна Политковская Елена Кудимова. Явор Гърдев пред Калина Андролова. И още: Маргарет Тачър, Че Гевара и Алейда Марч, Роналд Рейгън, Троцки, Франк Синатра, Андре Агаси, Жерар Депардийо, Ив Сен Лоран, Светлана Сталин и др.
- L’EUROPEO №6 – „Скандали“, февруари 2009
  - Броят се занимава с някой от големите скандали на XX век и с едни от най-ексцентричните персони на изминалото столетие. Сред тях са режисьорите Орсън Уелс и Майкъл Мур, актрисите Мерилин Монро и Грета Гарбо, японският писател Юкио Мишима, магьосникът Хари Худини и балетистът Рудолф Нуреев. Разказана и историята на гениалния шахматист Боби Фишер, а водещият на „Панорама“ Бойко Василев прави дисекция на балканския скандал, описвайки поставянето на една скрита камера в Белград. В основата на скандала стои собственикът на популярната сръбска телевизия Пинк. Списанието представя личната история на някогашния световен шампион по вдигане на тежести Наим Сюлейманоглу. През 1985 той все още не предполагал какви размери ще вземе възродителният процес в България. Смяната на имената на българските турци е най-големият морален скандал в България през годините на комунизма. В броя присъстват и интервюта с Бойко Борисов и Радосвет Радев.
- L’EUROPEO №7 – „Стената“, април 2009
  - С брой 7 българското издание на L'Europeo отбелязва една година. Точно 20 години след падането на Берлинската стена, броят поставя началото на дискусия по най-горещата тема тази година в Европа. Какво символизират Берлинската стена, разделението на едно поколение, комунизмът и дали след 20 години си даваме сметка за абсурда на една разделена Германия насред разделена Европа. В броя можете да прочетете за репресивната машина на ЩАЗИ; тайните организации на ЦРУ в Европа; Унгарската революция от 1956; филмът „Зад кадър“ през погледа на режисьора Светослав Овчаров; съдбата на оператора Христо Тотев, предначертана от Държавна сигурност; Андрей Райчев и д-р Николай Михайлов за властта и манталитета на българската нация; интервю на Асен Гешаков с Иржи Динстбир, вицепремиер и министър на външните работи на първото некомунистическо правителство на Чехия. L'Europeo публикува разказите на участници в Унгарската революция през 1956, както и спомените на руски войници от Афганистан.

Следващи броеве
- L’EUROPEO №8 – „Децата на...“, юни 2009
- L’EUROPEO №9 – „В джаза“, август 2009
- L’EUROPEO №10 – „Медиите“, октомври 2009
- L’EUROPEO №11 – „Шпионски игри“, декември 2009
- L’EUROPEO №12 – „КонтраКултура“, февруари 2010
- L’EUROPEO №13 – „65 години от победата над нацизма, април 2010
- L’EUROPEO №14 – „Светът е футбол, юни 2010
- L’EUROPEO №15 – „Ало, Ало, август 2010
- L’EUROPEO №16 – „Истински лъжи, октомври 2010
- L’EUROPEO №17 – „DISCO, декември 2010
- L’EUROPEO №18 – „Спирт & Spirit, февруари 2011
- L’EUROPEO №19 – „Изход, април 2011
- L’EUROPEO №20 – „Джулай, юни 2011
- L’EUROPEO №21 – „Зад политиката, август 2011
- L’EUROPEO №22 – „Reserve, октомври 2011
- L’EUROPEO №23 – „Последната Коледа, декември 2011
- L’EUROPEO №24 – „Кат Русия втора няма, февруари 2012
- L’EUROPEO №25 – „Табу, април 2012
- L’EUROPEO №26 – „Дим, юни 2012
- L’EUROPEO №27 – „Изгубената България, август 2012
- L’EUROPEO №28 – „To be or not to be, октомври 2012
- L’EUROPEO №29 – „Forever young, декември 2012
- L’EUROPEO №30 – „Диктаторите, февруари 2013
- L’EUROPEO №31 – „REALITY, април 2013
- L’EUROPEO №32 – „Терор“, юни 2013
- L’EUROPEO №33 – „La dolce vita“, август/септември 2013
- L’EUROPEO №34 – „#преход“, октомври/ноември 2013
- L’EUROPEO №35 – „Последните пет години“, декември 2013
- L’EUROPEO №36 – „Любов като на кино“, февруари 2014
- L’EUROPEO №37 – „По пътя“, април 2014
- L’EUROPEO №38 – „Порно“, юни/юли 2014
- L’EUROPEO №39 – „Серийни убийци“, август/септември 2014
- L’EUROPEO № 40 – „100 години от Първата световна война“, октомври/ноември 2014
- L’EUROPEO № 41 – „Естрада“, декември 2014
- L’EUROPEO № 42 – „Ревност“, февруари/март 2015
- L’EUROPEO № 43 – „Cuba Libre“, април/май 2015
- L’EUROPEO № 44 – „Жени и власт“, юни/юли 2015
- L’EUROPEO № 45 – „Теории на конспирациите: Тайни, загадки, мистерии“, август/септември 2015
- L’EUROPEO № 46 – „Българско кино: 100 години по-късно“, октомври/ноември 2015 г
- L’EUROPEO № 47 – „Завинаги заедно“, декември 2015 /януари 2016
- L’EUROPEO № 48 – „Източен блок“, февруари/март 2016
- L’EUROPEO № 49 – „P O P“, април/май 2016
- L’EUROPEO № 50 – „Космос“, юни/юли 2016
- L’EUROPEO № 51 – „Femme Fatale“, август/септември 2016
- L’EUROPEO № 52 – „Кобургите“, октомври/ноември 2016
- L’EUROPEO № 53 – „Престъпен ум“, декември 2016
- L’EUROPEO № 54 – „Aмериканските президенти“, февруари/март 2017
- L’EUROPEO № 55 – „Феминизъм“, април/май 2017
- L’EUROPEO № 56 – „БоХеми“, юни/юли 2017
- L’EUROPEO № 57 – „Вундеркинд“, август/септември 2017
- L’EUROPEO № 58 – „Нямо кино“, октомври/ноември 2017
- L’EUROPEO № 59 – „Хазарт“, декември 2017/януари 2018
- L’EUROPEO № 60 – „Секс и тормоз“, февруари/март 2018
- L’EUROPEO № 61 – „Тайните служби“, април/май 2018
- L’EUROPEO № 62 – „Жените на диктаторите“, юли/август 2018
- L’EUROPEO № 63 – „The BEATLES“, септември/октомври 2018
- L’EUROPEO /специален брой, посветен на CineLibri/ – „Любов между редовете“, септември 2018
- L’EUROPEO № 64 – „В земята на убитите поети“, ноември/декември 2018
- L’EUROPEO № 65 – „Музи“, декември/януари 2019
- L’EUROPEO № 66 – „Изгубеното поколение“, март/април 2019
- L’EUROPEO № 67 – „Сталин (Ерата на диктатора)“, май/юни 2019
- L’EUROPEO № 68 – „Българският XX век“, юли/август 2019
- L’EUROPEO № 69 – „Жиголо“, октомври/ноември 2019
- L’EUROPEO № 70 – „150 години от рождението на Махатма Ганди“, декември/януари 2020
- L’EUROPEO № 71 – „ЛЮБОВ по ВРЕМЕ на ХОЛЕРА“, февруари/март 2021
- L’EUROPEO № 72 – „Българските министър-председатели“, април/май 2021
- L’EUROPEO № 73 – „ЛУДОСТ“, юни/юли 2021„
- L’EUROPEO № 74 – „ИЗНЕВЯРА“, август/септември 2021
- L’EUROPEO № 75 – „ЗАТВОР“, октомври/ноември 2021
- L’EUROPEO /извънреден брой/ – „Великата красота“, ноември 2021
- L’EUROPEO № 76 – „Н Л О“, декември/януари 2022